# Alex de Minaur
Alex de Minaur (Sydney, 17 febbraio 1999) è un tennista australiano.
Specialista delle superfici veloci, noto per la sua continuità e per la sua velocità in campo, in singolare ha vinto dieci titoli del circuito maggiore tra i quali gli ATP 500 di Acapulco nelle edizioni 2023 e 2024 e di Washington nel 2025. Nelle prove del Grande Slam non è mai andato oltre i quarti di finale, raggiunti agli US Open 2020 e 2024, al Roland Garros 2024, a Wimbledon 2024 e agli Australian Open 2025. Vanta inoltre una partecipazione alle ATP Finals nell'edizione 2024, fermandosi al round Robin. Il suo miglior ranking ATP è la 6ª posizione raggiunta nel luglio 2024.
In doppio ha vinto il Masters 1000 del Cincinnati Open 2020 ed è stato il 58º del ranking ATP nell'ottobre 2020. Nel 2018 ha esordito nella squadra australiana di Coppa Davis, con la quale ha raggiunto la finale nelle edizioni del 2022 e del 2023. Tra gli juniores ha vinto il torneo di doppio agli Australian Open 2016 ed è stato 2º nel ranking mondiale di categoria.

## Biografia
Nato a Sydney da padre uruguaiano e madre spagnola, ha quattro fratelli, Dominic, Daniel, Sarah e Christina. Inizia a giocare a tennis all'età di 4 anni quando la madre lo iscrive a un corso per prendere lezioni. A 5 anni si trasferisce con la famiglia ad Alicante, dove frequenta le scuole elementari, finisce le scuole superiori quando già è professionista e viaggia per lavoro. Nei primi anni da professionista divide il suo tempo tra la Spagna e l'Australia, e sostiene che questo fatto abbia avuto un impatto positivo sulla sua formazione tennistica. È fidanzato con la collega britannica Katie Boulter.
Si allena ad Alicante e riceve un piccolo supporto dalla federazione australiana. La sua superficie preferita è il cemento, il colpo preferito è il rovescio, i suoi tornei preferiti sono l'Australian Open e Wimbledon. I suoi idoli d'infanzia sono stati Roger Federer e Lleyton Hewitt, quest'ultimo è poi diventato il suo mentore e la sua guida seguendolo negli allenamenti.

## Carriera

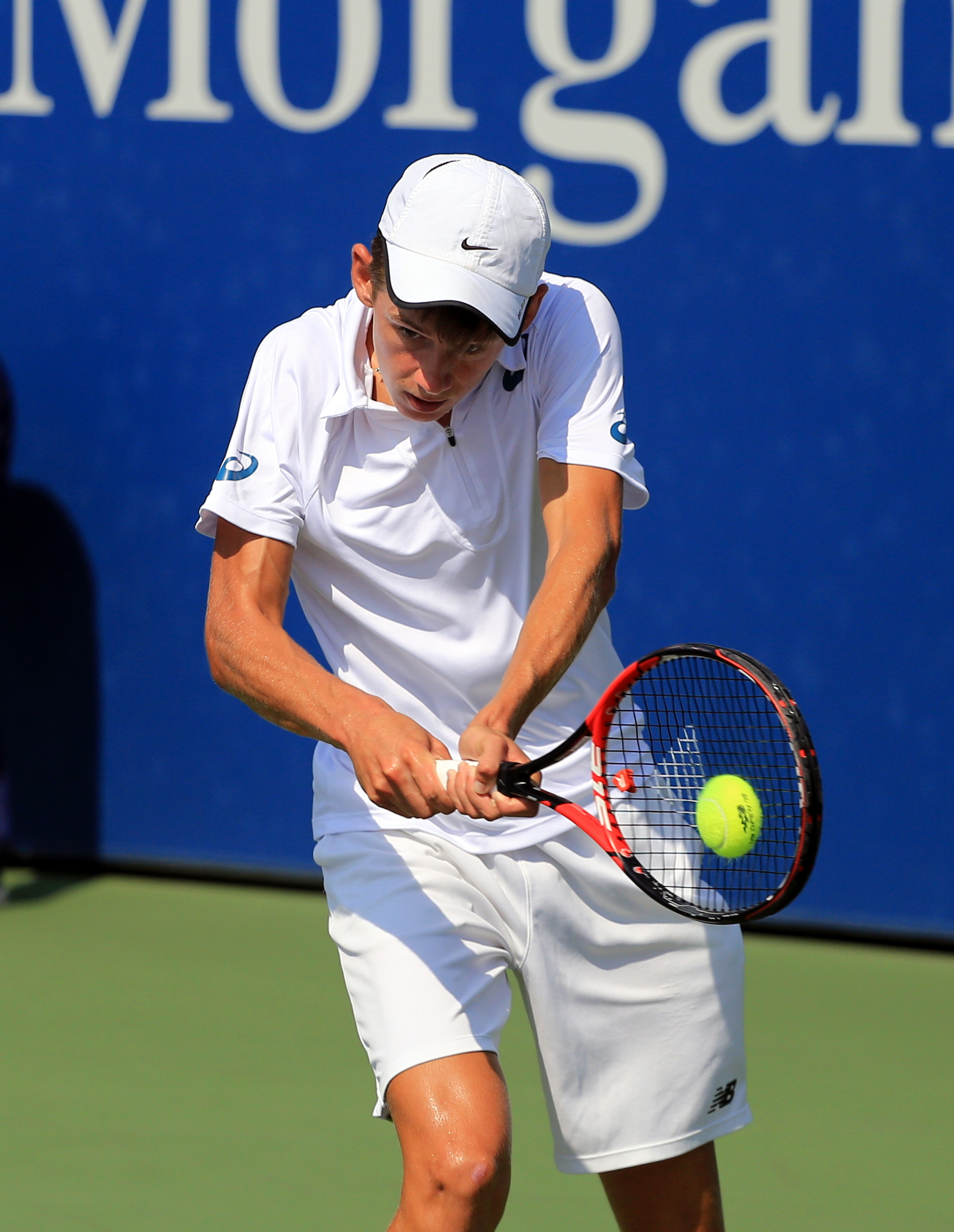
De Minaur agli US Open juniores nel 2015

### Tra gli juniores
Inizia a giocare nell'ITF Junior Circuit nell'aprile 2012 e l'anno successivo vince il primo titolo in doppio in un torneo australiano di Grade 5. Il primo titolo in singolare arriva in un torneo Grade 4 cileno nel settembre 2014 e la settimana successiva vince il torneo di doppio in un Grade 2 uruguayano. Il primo risultato importante in un torneo Grade A è la semifinale raggiunta in singolare al Campeonato Internacional Juvenil de Tenis de Porto Alegre nel marzo 2015. A settembre perde in semifinale contro Tommy Paul agli US Open juniores. Alla successiva fase finale della Coppa Davis Junior vince 8 dei 10 incontri disputati, ma l'Australia viene eliminata dalla Germania nella fase a gruppi e vince la finale per il 5º e 6º posto.
Nel gennaio 2016 vince il doppio maschile juniores all'Australian Open insieme a Blake Ellis ed esce in semifinale nel torneo di singolare, risultati con cui sale al 2º posto nel ranking mondiale di categoria. Dopo la semifinale raggiunta in doppio al Roland Garros, viene sconfitto nella finale di singolare a Wimbledon da Denis Shapovalov. Al suo ultimo impegno tra gli juniores esce di scena nelle fasi iniziali agli US Open, chiude l'esperienza dopo aver vinto in totale 4 titoli in doppio e 2 in singolare.

### 2015-16: approdo al professionismo, primo titolo ITF e prima finale Challenger
Debutta nel circuito professionistico nel luglio 2015 raggiungendo i quarti di finale al torneo Futures Spain F22. Gli viene concessa una wild card per le qualificazioni per l'Australian Open 2016 e perde al primo turno. Trascorre la maggior parte della stagione 2016 giocando nel circuito ITF in Spagna, raggiungendo due finali in singolare, perse entrambe, e ad aprile conquista il primo titolo da professionista vincendo il torneo di doppio al Futures Spain F8 di Madrid. A novembre raggiunge la sua prima finale in un torneo dell'ATP Challenger Tour a Eckental e raccoglie solo 6 giochi contro Steve Darcis. Al successivo Challenger di Mouilleron-le-Captif sconfigge per la prima volta un top 100, il nº 97 ATP Radu Albot, ed esce di scena nei quarti di finale.

### 2017: esordio nel circuito maggiore, primo titolo ITF in singolare e top 200 nel ranking
Comincia l'anno superando per la prima volta le qualificazioni in un torneo ATP al Brisbane International 2017 e viene eliminato al primo turno da Miša Zverev. La settimana successiva riceve una wild card per il Sydney International e sconfigge il nº 46 del mondo Benoît Paire, ottenendo la sua prima vittoria nel tour principale, e si ritira durante il match di secondo turno. Fa il suo esordio con una wild card agli Australian Open sia in singolare che doppio. In singolare supera in cinque set Gerald Melzer al primo turno per poi arrendersi a Sam Querrey, mentre esce di scena al primo turno in doppio. Sconfitto al turno decisivo da Radu Albot nelle qualificazioni di Indian Wells, raggiunge i quarti al Challenger de Drummondville.
Riceve una wild card per il Roland Garros e viene eliminato al primo turno da Robin Haase, mentre alle qualificazioni di Wimbledon viene sconfitto al secondo turno da Tatsuma Itō. Vince il suo primo titolo in singolare battendo Frederico Ferreira Silva in finale al Futures Portugal F11 e si aggiudica il titolo anche in doppio. Raggiunge la finale al Challenger di Segovia e perde da Jaume Munar per 3-6, 4-6, a fine torneo entra per la prima volta nella top 200 del ranking. Entra con una wildcard agli US Open e al primo turno raccoglie sei giochi contro Dominic Thiem.

### 2018: prime finali ATP, primo titolo Challenger e 31º nel ranking
Comincia nuovamente la stagione a Brisbane e si spinge per la prima volta in carriera fino a una semifinale del circuito maggiore, supera nell'ordine Steve Johnson, la testa di serie n° 4 Milos Raonic e Michael Mmoh e viene eliminato da Ryan Harrison. Disputa la prima finale ATP al successivo torneo di Sydney, diventando il più giovane finalista del torneo da quando Hewitt aveva vinto il titolo nel 2000. Elimina nell'ordine Fernando Verdasco, Damir Džumhur, Feliciano López e Benoit Paire e in finale viene sconfitto al terzo set da Daniil Medvedev, che conquista il suo primo titolo ATP. Eliminato al turno di esordio agli Open d'Australia, fa il debutto assoluto in Coppa Davis nella sfida contro la Germania e perde al tie-break del quinto set contro Alexander Zverev. A marzo entra per la prima volta nel tabellone principale di un Masters 1000 con una wild-card a Indian Wells, dove supera Jan-Lennard Struff al tie-break del terzo set, e al secondo turno perde contro il n° 8 del mondo Juan Martín del Potro.
Eliminato da Kyle Edmund al secondo turno dell'Estoril e al suo primo incontro in carriera al Roland Garros, raggiunge la finale sull'erba del Challenger di Surbiton, viene sconfitto da Jérémy Chardy ed entra per la prima volta nella top 100, al 96º posto. Si aggiudica il primo titolo Challenger al successivo torneo di Nottingham battendo in finale Daniel Evans ed esce al primo turno all'ATP di Eastbourne. Alla sua prima esperienza a Wimbledon supera Marco Cecchinato, semifinalista al Roland Garros, e Pierre-Hugues Herbert, ed esce al terzo turno per mano del n° 1 del mondo Rafael Nadal.
All'Atlanta Open supera al primo turno Hubert Hurkacz prima di inchinarsi al n° 9 mondiale John Isner. A Washington disputa il suo primo torneo di categoria ATP 500 e raggiunge la finale grazie ai successi su Vasek Pospisil, Steve Johnson e Chung Hyeon, al ritiro nei quarti di Andy Murray ed eliminando in semifinale Andrej Rublëv. Viene sconfitto da Alexander Zverev e a fine torneo guadagna 27 posizioni nel ranking, salendo alla 45ª. Vince il suo primo incontro agli US Open battendo Tarō Daniel, al quale concede appena tre giochi. Al secondo turno supera Frances Tiafoe e viene quindi eliminato dal n° 7 del mondo Marin Čilić. Nel confronto di Coppa Davis vinto dall'Austria per 3-1, viene sconfitto in entrambi i singolari da Dominic Thiem e Dennis Novak.
A Shenzhen perde in semifinale contro Pierre-Hugues Herbert dopo aver sprecato due match-point nel set decisivo. All'ATP 500 di Tokyo sconfigge in rimonta Gilles Simon e perde al secondo turno contro Stefanos Tsitsipas. Allo Shanghai Masters giunge agli ottavi di finale grazie ai successi su Vasek Pospisil e Benoit Paire, prima di arrendersi per la quarta volta in altrettanti incontri ad Alexander Zverev. Si qualifica alle Next Generation ATP Finals e supera il round-robin  con le vittorie su Andrej Rublëv, Taylor Fritz e Liam Caruana. In semifinale ha la meglio su Jaume Munar e perde la finale contro Stefanos Tsitsipas. Chiude l'annata con il nuovo miglior ranking al 31º posto mondiale, e la sua grande stagione viene premiata dai colleghi ATP che gli assegnano il premio per l'esordiente dell'anno.

### 2019: tre titoli ATP e top 20
All'esordio stagionale a Brisbane esce nei quarti di finale per mano di Jo-Wilfried Tsonga. A Sydney conquista il primo titolo ATP; raggiunge la finale senza perdere alcun set contro Dušan Lajović, Reilly Opelka, Jordan Thompson e in semifinale contro Gilles Simon. Si aggiudica il titolo superando Andreas Seppi con il punteggio di 7-5, 7-6, e diventa il più giovane vincitore del torneo dal 2001, quando a vincere fu Lleyton Hewitt. Agli Australian Open accede per la prima volta al terzo turno e la serie di sette vittorie consecutive viene interrotta dal n° 2 del mondo Rafael Nadal, che gli concede soltanto 7 giochi.

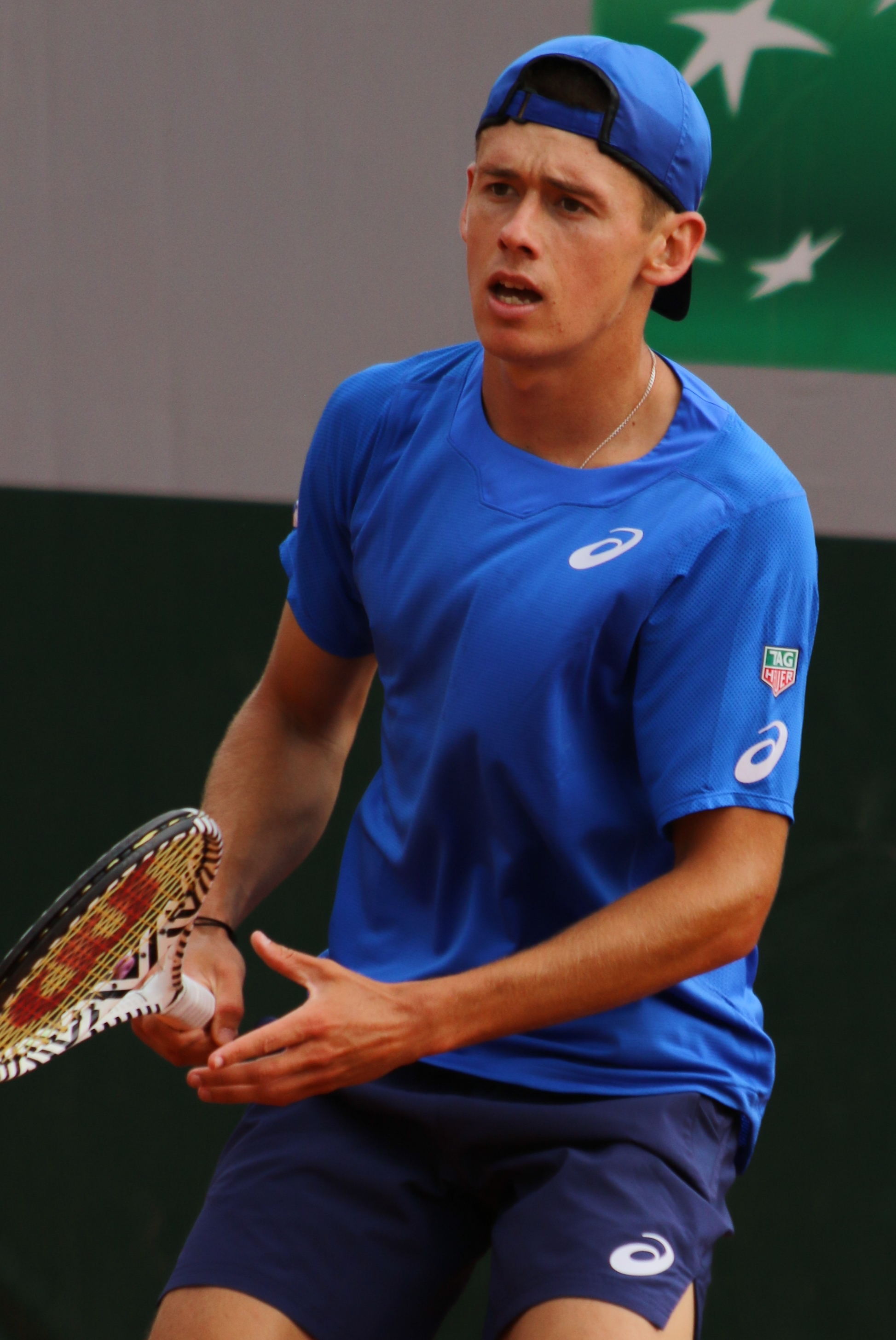
Alex de Minaur al Roland Garros 2019

Ad Acapulco supera Nicolás Jarry, al secondo turno approfitta del ritiro di Feliciano López e viene eliminato nei quarti di finale da Alexander Zverev, mentre a Indian Wells esce al turno di esordio. Sconfitto al primo turno anche nei primi tre tornei su terra rossa, al Roland Garros perde al secondo turno da Pablo Carreño Busta. A 's-Hertogenbosch esce nei quarti di finale contro Jordan Thompson, mentre si spinge fino alla semifinale in doppio assieme a David Vega Hernandez. Non va oltre il secondo turno a Wimbledon.
Raggiunge la finale ad Atlanta con il successo su Reilly Opelka e si aggiudica il titolo superando Taylor Fritz con il punteggio di 6–3, 7–6. A Washington esce all'esordio e nel torneo di doppio arriva in semifinale con John Peers. Sconfitto al primo turno anche al Masters canadese e al terzo turno a Cincinnati, agli US Open raggiunge gli ottavi di finale per la prima volta in carriera, sconfigge tra gli altri il nº 7 del mondo Kei Nishikori, primo top 10 battuto in carriera, e viene eliminato da Grigor Dimitrov. Vince il terzo titolo della stagione a Zhuhai, dove supera nei quarti il nº 14 ATP Borna Ćorić, in semifinale il nº 10 Roberto Bautista Agut e ha la meglio in finale su Adrian Mannarino col punteggio di 7-6, 6-4. Non supera il primo turno a Tokyo e Shanghai.
Raggiunge la sua prima finale in un torneo ATP 500 a Basilea, dove elimina Taylor Fritz e Reilly Opelka e viene sconfitto da Roger Federer con un doppio 6-2. Grazie a questi risultati, migliora il best ranking salendo alla 18ª posizione. Sconfigge Bautista Agut anche al Paris Masters e viene eliminato al terzo turno da Tsitsipas.
Raggiunge la finale alle Next Gen ATP Finals per il secondo anno consecutivo, dopo aver sconfitto Alejandro Davidovich Fokina, Miomir Kecmanović e Casper Ruud nel round robin e Frances Tiafoe in semifinale. All'ultimo atto viene sconfitto da Jannik Sinner con il punteggio di 2-4, 1-4, 2-4.

### 2020: quarti di finale agli US Open e primo titolo ATP in doppio
Inizia l'anno alla ATP Cup e vince i due singolari nel girone di qualificazione contro Denis Shapovalov e il nº 7 del mondo Alexander Zverev. Nei quarti viene sconfitto da Daniel Evans, ma conquista il punto decisivo in coppia con Nick Kyrgios in doppio salvando 4 match-point contro Jamie Murray / Joe Salisbury. Nella semifinale persa 3-0 contro la Spagna, viene sconfitto in rimonta da Rafael Nadal. Un problema addominale lo costringe a stare sei settimane lontano dalle competizioni, torna in campo ad Acapulco e viene sconfitto al primo turno.
Dopo il lungo stop dovuto alla pandemia, esce all'esordio anche a Cincinnati, mentre in doppio vince a sorpresa il titolo in coppia con Pablo Carreño Busta, superando in finale Jamie Murray e Neal Skupski con il punteggio di 6-2, 7-5. Agli US Open raggiunge per la prima volta i quarti di finale in una prova del Grande Slam, supera Richard Gasquet e Karen Chačanov prima di arrendersi al futuro vincitore Dominic Thiem. Sconfitto all'esordio agli Internazionali d'Italia e al Roland Garros, con il secondo turno raggiunto in doppio nello Slam parigino porta il best ranking di specialità al 58º posto mondiale. Ad Anversa raggiunge la sua prima finale stagionale, superando Gasquet, Feliciano López e Grigor Dimitrov e viene sconfitto da Ugo Humbert per 6-1, 7-6. Esce al terzo turno al Paris Masters, sconfitto dal nº 5 del mondo Daniil Medvedev in tre set. Chiude l'anno perdendo al terzo turno a Sofia contro Jannik Sinner che vincerà il torneo.

### 2021: due titoli ATP e 15º nel ranking
La sua stagione parte ad Adalia, dove supera Nikoloz Basilašvili, David Goffin in semifinale e conquista il titolo grazie al ritiro in finale di Aleksandr Bublik. Fa il suo esordio assoluto in ATP Cup e perde entrambi gli incontri disputati. Agli Australian Open cede al terzo turno a Fabio Fognini. Esce al terzo turno anche a Barcellona e a Madrid, mentre non supera il secondo turno al Roland Garros. Inizia la stagione sull'erba arrivando nei quarti a Stoccarda. Al Queen's supera nei quarti Marin Čilić e viene eliminato in semifinale da Matteo Berrettini, che vincerà il titolo; anche nel torneo di doppio raggiunge la semifinale in coppia con Cameron Norrie. Si aggiudica il titolo a Eastbourne sconfiggendo in finale Lorenzo Sonego con il punteggio di 4-6, 6-4, 7-6, successo con cui porta il best ranking alla 15ª posizione mondiale. Al primo turno a Wimbledon cede in 4 set a Sebastian Korda.
Viene eliminato al primo turno anche in cinque dei successivi sei tornei, tra i quali gli US Open. Si sblocca a Indian Wells, dove accede al quarto turno sconfiggendo Cristian Garín e viene eliminato da Stefanos Tsitsipas. Vince invece un solo incontro negli ultimi tre tornei stagionali e scende al 34º posto in classifica. L'ultimo impegno del 2021 sono le fasi finali di Coppa Davis, perde sia in singolare contro Cilic che in doppio nella sfida con la Croazia e torna al successo superando al tie-break del set decisivo Márton Fucsovics.

### 2022: un titolo ATP e finale di Coppa Davis
All'esordio stagionale consegue due significative vittorie in ATP Cup contro il nº 7 del mondo Matteo Berrettini e Ugo Humbert, viene sconfitto da Daniil Medvedev e passano il turno i russi. Raggiunge per la prima volta il quarto turno agli Australian Open e perde in tre set contro Jannik Sinner. Nei quarti di finale a Rotterdam subisce la settima sconfitta su altrettanti incontri disputati contro Tsitsipas. Al Masters di Indian Wells raggiunge il quarto turno e cede al tie-break del set decisivo contro Taylor Fritz, che vincerà il torneo, mentre al terzo turno di Miami viene di nuovo sconfitto da Tsitsipas. All'esordio stagionale sulla terra battuta esce al secondo turno a Monte Carlo; al successivo ATP 500 di Barcellona supera nei quarti il nº 10 del mondo Cameron Norrie e viene sconfitto in rimonta in semifinale dal futuro vincitore del torneo Carlos Alcaraz. Dopo il secondo turno a Madrid e il terzo a Roma, raggiunge la semifinale anche a Lione e viene sconfitto in due set da Alex Molčan. Al Roland Garros viene sconfitto al primo turno da Hugo Gaston al tie-break del quinto set.
Eliminato all'esordio sull'erba di 's-Hertogenbosch, al primo turno del Queen's ha la meglio sul nº 18 ATP Reilly Opelka e viene eliminato al secondo da Alejandro Davidovich Fokina. Disputa la sua terza semifinale stagionale a Eastbourne e perde di nuovo al terzo set contro Taylor Fritz. Arriva per la prima volta al quarto turno a Wimbledon, e viene sconfitto dopo oltre 4 ore e mezzo di gioco al tie-break del quinto set da Cristian Garín, sprecando un vantaggio di 2 set a 0 e due match-ball nell'ultimo parziale. Si riscatta ad Atlanta conquistando il suo sesto titolo ATP in singolare, dopo le vittorie in rimonta contro Adrian Mannarino e Il'ja Ivaška, supera in finale Jenson Brooksby con un doppio 6-3. Esce al primo turno a Washington in singolare, mentre in doppio si spinge fino alla semifinale con Frances Tiafoe. Al terzo turno del Masters canadese viene eliminato da Nick Kyrgios dopo i successi su Shapovalov e Grigor Dimitrov, mentre perde al secondo turno a Cincinnati. Si prende la rivincita su Garin al secondo turno degli US Open ed esce di scena subito dopo per mano di Pablo Carreño Busta.
Vince entrambi gli incontri disputati nella fase a gironi delle finali di Coppa Davis e l'Australia passa ai quarti di finale. Fa parte della squadra del resto del mondo di Laver Cup che per la prima volta si aggiudica il torneo, nel quale vince contro Andy Murray e perde l'incontro di doppio. A ottobre perde la semifinale a Stoccolma da Holger Rune. Al secondo turno del Paris Masters sconfigge il nº 3 del mondo Daniil Medvedev ed esce al turno successivo per mano di Frances Tiafoe. A fine anno trascina l'Australia in finale di Coppa Davis vincendo il suo singolare nei quarti con Botic van de Zandschulp e in semifinale con Marin Čilić. Perde contro Félix Auger-Aliassime l'incontro decisivo della finale, che sancisce il trionfo del Canada.

### 2023, primo titolo ATP 500, prima finale Masters 1000, finale di Coppa Davis e 11º al mondo
Apre la stagione con la sconfitta in United Cup contro Cameron Norrie ed è ininfluente il successo contro il nº 2 del mondo Nadal dopo che la Gran Bretagna si era già assicurata il passaggio alla fase successiva. Agli Australian Open viene di nuovo eliminato al quarto turno, nel quale Djokovic gli concede solo 5 giochi. Al primo turno di Rotterdam sconfigge il nº 5 del mondo Andrej Rublëv e viene eliminato nei quarti da Grigor Dimitrov, ed esce nei quarti anche a Marsiglia. In marzo vince il suo primo torneo di categoria ATP 500 ad Acapulco, in semifinale ha la meglio sul nº 10 del mondo Holger Rune e in finale supera Tommy Paul con il punteggio di 3-6, 6-4, 6-1, risultato con cui rientra dopo 6 mesi nella top 20. Vince in totale un solo incontro nei primi tre Masters 1000 stagionali a Indian Wells, Miami e Monte Carlo. Raggiunge i quarti di finale a Barcellona e viene eliminato da Stefanos Tsitsipas, mentre non va oltre il terzo turno al Masters di Madrid e il turno d'esordio agli Internazionali d'Italia, dove esce nei quarti in doppio. Al secondo turno del Roland Garros cede in tre set a Tomás Martín Etcheverry..
Dopo i quarti di finale in singolare e la semifinale in doppio a 's-Hertogenbosch, si spinge fino alla finale del Queen's eliminando tra gli altri Andy Murray e in semifinale il nº 6 del mondo Holger Rune prima di cedere in due set a Carlos Alcaraz. Non supera il secondo turno a Wimbledon. Eliminato nei quarti all'Atlanta Open, torna a disputare una finale al Los Cabos Open e raccoglie solo 7 giochi contro Tsitsipas dopo aver eliminato nei quarti Tommy Paul. Raggiunge la sua prima finale in singolare in un Masters 1000 al successivo torneo di Toronto, dove elimina tra gli altri il nº 13 del mondo Cameron Norrie, il nº 9 Taylor Fritz e il n° 3 Daniil Medvedev. In semifinale ha la meglio su Alejandro Davidovich Fokina e nell’atto finale cede a Jannik Sinner con il punteggio di 4-6, 1-6; prestazioni con cui porta il best ranking al 12º posto. Al quarto turno degli US Open vince il primo set contro Medvedev, che nei rimanenti tre parziali gli concede solo sette giochi.
Nella fase a gironi delle finali di Coppa Davis vince due dei tre incontri disputati e l'Australia accede ai quarti di finale. Sale quindi all'11ª posizione mondiale nonostante la nuova sconfitta contro Medvedev al secondo turno del China Open. Viene poi eliminato a sorpresa al turno di esordio dello Shanghai Masters dall'emergente Fábián Marozsán e non va oltre i quarti di finale a Tokyo e il secondo turno a Basilea. Grazie al forfait di Sinner accede ai quarti di finale al Paris Masters e viene sconfitto da Rublëv dopo aver vinto il primo set. Chiude la stagione alle Finals di Coppa Davis e porta l'Australia in finale con i successi su Jiří Lehečka ed Emil Ruusuvuori. Raccoglie solo tre giochi in finale contro Sinner, il cui successo sancisce il secondo storico trionfo dell'Italia nel prestigioso torneo.

### 2024: due titoli ATP, tre volte nei quarti in tornei del Grande Slam, 6º nel ranking
Inizia la stagione in United Cup, dopo l'iniziale sconfitta contro Cameron Norrie supera il nº 10 del ranking Taylor Fritz e nei quarti di finale ha la meglio su Novak Djokovic, nel suo primo successo contro un numero 1 del mondo. La vittoria in semifinale sul nº 7 Alexander Zverev non evita l'eliminazione dell'Australia, che cede ai tedeschi per 1-2. Sale così al 10º posto mondiale e diventa il primo australiano a entrare in top 10 da Lleyton Hewitt nel luglio 2006. Agli Australian Open raggiunge gli ottavi di finale contro Andrey Rublev e si porta in vantaggio 2 set a 1, ma viene bloccato dai crampi e perde 0-6 il quinto set. A Rotterdam raggiunge la quinta finale in un torneo ATP 500 eliminando Korda, Goffin, Rublev e Dimitrov prima di arrendersi a Jannik Sinner, a fine torneo sale alla nona posizione mondiale. A inizio marzo si conferma campione ad Acapulco, nei quarti sconfigge per la prima volta Tsitsipas, che aveva vinto i dieci precedenti incontri, beneficia poi dei ritiro di Jack Draper e nel match che assegna il titolo ha la meglio su Casper Ruud con un doppio 6-4. Viene eliminato al quarto turno nei primi Masters 1000 stagionali, sconfitto da Alexander Zverev a Indian Wells e di nuovo da Marozsan a Miami
All'esordio stagionale su terra battuta viene sconfitto nei quarti di finale a Monte Carlo da Djokovic. Al Barcelona Open perde al terzo turno dopo aver eliminato il rientrante Rafael Nadal, che si prende la rivincita al turno di esordio del Madrid Open. Al quarto turno degli Internazionali d'Italia raccoglie solo tre giochi contro Tsitsipas. Raggiunge per la prima volta i quarti di finale al Roland Garros battendo in quattro set Daniil Medvedev ed esce di scena per mano di Zverev. Si aggiudica il successivo Rosmalen Open sull'erba senza perdere alcun set, supera tra gli altri Milos Raonic, il top 20 Ugo Humbert e in finale ha la meglio su Sebastian Korda per 6-2, 6-4. Anche a Wimbledon raggiunge per la prima volta i quarti di finale con la vittoria in quattro set su Arthur Fils, ma si infortuna a un'anca nelle fasi finali dell'incontro e deve dare forfait al successivo match contro Djokovic. A fine torneo sale al 6º posto mondiale.
Costretto a un periodo di inattività, tre settimane dopo fa un'apparizione in doppio ai Giochi di Parigi ed esce al primo turno. Il rientro in singolare avviene dopo altre quattro settimane agli US Open, dove si presenta come nº 10 del ranking, si spinge fino ai quarti con le vittorie su Daniel Evans e Jordan Thompson e cede all'emergente Jack Draper in tre set, complice il riacutizzarsi dei dolori all'anca nel corso del match, che lo costringono a prendersi un'altra pausa. Rientra dopo due mesi e raggiunge la semifinale al Vienna Open e i quarti al Paris Masters, dove si prende la rivincita su Draper e soccombe al terzo set contro Holger Rune. Si qualifica per la prima volta alle ATP Finals e perde tutti i match contro Medvedev, Sinner e Fritz. Viene sconfitto anche negli incontri disputati in Coppa Davis, di nuovo contro Fritz nei quarti e Sinner in semifinale, ed è l'Italia che va in finale.

### 2025: un titolo ATP
All'esordio stagionale perde entrambi gli incontri in United Cup. Raggiunge per la prima volta i quarti di finale agli Australian Open e raccoglie sei soli giochi contro il vincitore del torneo Sinner. Al Rotterdam Open, arriva nuovamente in finale a cede in tre set ad Alcaraz. Negli altri ATP 500 non va oltre i quarti a Doha e il primo turno a Dubai. Con l'uscita al quarto turno all'Indian Wells Open retrocede all'11ª posizione mondiale e rientra nella top 10 con il quarto turno raggiunto al successivo Miami Open. Esce in semifinale al Monte Carlo Masters, sconfitto nel tie-break decisivo da Lorenzo Musetti dopo le vittorie sui top 20 Daniil Medvedev e Grigor Dimitrov. Perde nei quarti al Barcelona Open contro Alcaraz e nei quarti sia al Madrid Open che agli Internazionali d'Italia, rispettivamente contro Musetti e Tommy Paul. Con la sconfitta al secondo turno del Roland Garros scende alla 12ª posizione ed esce di scena al quarto turno a Wimbledon per mano di Djokovic.
Torna a vincere un torneo ATP dopo oltre un anno al Washington Open, prima della finale perde un solo set contro Jiri Lehecka e si aggiudica il titolo dopo aver salvato tre match-ball in finale nel terzo set contro Alejandro Davidovich Fokina; il successo lo riporta in top 10, all'8ª posizione. Dopo sette vittorie consecutive, si ferma ai quarti di finale di Toronto, perdendo 6-3, 6-4 contro lo statunitense Ben Shelton in un'ora e 32 minuti di gioco.

## Statistiche

### Singolare

#### Vittorie (10)
| Legenda              |
| Grande Slam (0)      |
| ATP Finals (0)       |
| ATP Masters 1000 (0) |
| ATP Tour 500 (3)     |
| ATP Tour 250 (7)     |

| N.  | Data              | Torneo                                  | Superficie | Avversario in finale        | Punteggio        |
| 1.  | 12 gennaio 2019   | Sydney International, Sydney            | Cemento    | Andreas Seppi               | 7–5, 7–6(5)      |
| 2.  | 28 luglio 2019    | Atlanta Open, Atlanta                   | Cemento    | Taylor Fritz                | 6–3, 7–6(2)      |
| 3.  | 29 settembre 2019 | Zhuhai Championships, Zhuhai            | Cemento    | Adrian Mannarino            | 7–6(4), 6–4      |
| 4.  | 13 gennaio 2021   | Antalya Open, Adalia                    | Cemento    | Aleksandr Bublik            | 2–0, rit.        |
| 5.  | 26 giugno 2021    | Eastbourne International, Eastbourne    | Erba       | Lorenzo Sonego              | 4–6, 6–4, 7–6(5) |
| 6.  | 31 luglio 2022    | Atlanta Open, Atlanta (2)               | Cemento    | Jenson Brooksby             | 6–3, 6–3         |
| 7.  | 4 marzo 2023      | Abierto Mexicano de Tenis, Acapulco     | Cemento    | Tommy Paul                  | 3–6, 6–4, 6–1    |
| 8.  | 3 marzo 2024      | Abierto Mexicano de Tenis, Acapulco (2) | Cemento    | Casper Ruud                 | 6–4, 6–4         |
| 9.  | 16 giugno 2024    | Rosmalen Open, 's-Hertogenbosch         | Erba       | Sebastian Korda             | 6–2, 6–4         |
| 10. | 27 luglio 2025    | Washington Open, Washington             | Cemento    | Alejandro Davidovich Fokina | 5–7, 6–1, 7–6(3) |

#### Finali perse (9)
| Legenda              |
| Grande Slam (0)      |
| ATP Finals (0)       |
| ATP Masters 1000 (1) |
| ATP Tour 500 (5)     |
| ATP Tour 250 (3)     |

| N. | Data             | Torneo                             | Superficie  | Avversario in finale | Punteggio     |
| 1. | 13 gennaio 2018  | Sydney International, Sydney       | Cemento     | Daniil Medvedev      | 6–1, 4–6, 5–7 |
| 2. | 5 agosto 2018    | Washington Open, Washington        | Cemento     | Alexander Zverev     | 2–6, 4–6      |
| 3. | 27 ottobre 2019  | Swiss Indoors, Basilea             | Cemento (i) | Roger Federer        | 2–6, 2–6      |
| 4. | 25 ottobre 2020  | European Open, Anversa             | Cemento (i) | Ugo Humbert          | 1–6, 6(4)–7   |
| 5. | 25 giugno 2023   | Queen's Club Championships, Londra | Erba        | Carlos Alcaraz       | 4–6, 4–6      |
| 6. | 6 agosto 2023    | Los Cabos Open, Los Cabos          | Cemento     | Stefanos Tsitsipas   | 3–6, 4–6      |
| 7. | 13 agosto 2023   | Canadian Open, Toronto             | Cemento     | Jannik Sinner        | 4–6, 1–6      |
| 8. | 18 febbraio 2024 | Rotterdam Open, Rotterdam          | Cemento (i) | Jannik Sinner        | 5–7, 4–6      |
| 9. | 9 febbraio 2025  | Rotterdam Open, Rotterdam (2)      | Cemento (i) | Carlos Alcaraz       | 4–6, 6–3, 2–6 |

### Doppio

#### Vittorie (1)
| Legenda              |
| Grande Slam (0)      |
| ATP Finals (0)       |
| ATP Masters 1000 (1) |
| ATP Tour 500 (0)     |
| ATP Tour 250 (0)     |

| N. | Data           | Torneo                       | Superficie | Compagno            | Avversari in Finale       | Punteggio |
| 1. | 29 agosto 2020 | Cincinnati Masters, New York | Cemento    | Pablo Carreño Busta | Jamie Murray Neal Skupski | 6–2, 7–5  |

### Grande Slam Juniores

#### Singolare

##### Finali perse (1)
| Tornei del Grande Slam  |
| ----------------------- |
| Australian Open (0)     |
| Open di Francia (0)     |
| Torneo di Wimbledon (1) |
| US Open (0)             |

| N. | Data | Torneo            | Superficie | Avversario in finale | Punteggio     |
| 1. | 2016 | Wimbledon, Londra | Erba       | Denis Shapovalov     | 6–4, 1–6, 3–6 |

#### Doppio

##### Vittorie (1)
| Tornei del Grande Slam  |
| ----------------------- |
| Australian Open (1)     |
| Open di Francia (0)     |
| Torneo di Wimbledon (0) |
| US Open (0)             |

| N. | Data | Torneo                     | Superficie | Compagno    | Avversari in finale     | Punteggio       |
| 1. | 2016 | Australian Open, Melbourne | Cemento    | Blake Ellis | Lukáš Klein Patrik Rikl | 3–6, 7–5, 12–10 |

### Next Generation ATP Finals

#### Finali perse (2)
| Legenda                        |
| Next Generation ATP Finals (2) |

| N. | Data             | Torneo                                 | Superficie  | Avversario in finale | Punteggio                |
| 1. | 10 novembre 2018 | Next Generation ATP Finals, Milano     | Cemento (i) | Stefanos Tsitsipas   | 4–2, 1–4, 3(3)–4, 3(3)–4 |
| 2. | 9 novembre 2019  | Next Generation ATP Finals, Milano (2) | Cemento (i) | Jannik Sinner        | 2–4, 1–4, 2–4            |

### Tornei minori

#### Singolare

##### Finali perse (5)
| Legenda        |
| Challenger (3) |
| Futures (2)    |

| N. | Data             | Torneo                            | Superficie  | Avversario in finale | Punteggio   |
| 1. | 21 febbraio 2016 | Spagna F4, Murcia                 | Terra rossa | Steven Diez          | 3–6, 4–6    |
| 2. | 22 maggio 2016   | Spagna F14, Vic                   | Terra rossa | Jaume Munar          | 6–7, 5–7    |
| 3. | 5 novembre 2016  | Challenger Eckental, Eckental     | Cemento     | Steve Darcis         | 4–6, 2–6    |
| 4. | 6 agosto 2017    | Open Castilla y León, Segovia     | Cemento     | Jaume Munar          | 3–6, 4–6    |
| 5. | 7 aprile 2018    | Ferrero Challenger Open, Alicante | Terra rossa | Pablo Andújar        | 6(5)–7, 1–6 |

#### Doppio

##### Vittorie (2)
| Legenda        |
| Challenger (0) |
| Futures (2)    |

| N. | Data           | Torneo                        | Superficie | Compagno              | Avversario in finale                 | Punteggio |
| 1. | 10 aprile 2016 | Spagna F8, Madrid             | Cemento    | Carlos Boluda Purkiss | Carlos Gómez Herrera Akira Santillan | 6–4, 6–4  |
| 2. | 15 luglio 2017 | Portugal F11, Póvoa de Varzim | Cemento    | Roberto Ortega Olmedo | Edward Bourchier Daniel Nolan        | 6–2, 6–1  |

##### Finali perse (1)
| Legenda        |
| Challenger (0) |
| Futures (1)    |

| N. | Data          | Torneo             | Superficie  | Compagno              | Avversario in finale                     | Punteggio |
| 1. | 8 maggio 2016 | Spagna F12, Lleida | Terra rossa | Carlos Boluda Purkiss | Ramkumar Ramanathan David Vega Hernández | 3–6, 1–6  |

## Risultati in progressione

### Singolare
| V | F | SF | QF | #T | RR | Q# | A | Z# | PO | O | F-A | SF-B | ND |

(V) Torneo vinto; raggiunto (F) finale, (SF) semifinale, (QF) quarti di finale, (#T) turni 4, 3, 2, 1; (RR) round - robin; (Q#) Turno di qualificazione; (A) assente dal torneo; (Z#) Zona gruppo Coppa Davis/Fed Cup (con indicazione numero); (PO) play-off Coppa Davis o Fed Cup; vinto un (O) oro, (F-A) argento o (SF-B) bronzo ai Giochi Olimpici; (ND) torneo non disputato.

Statistiche aggiornate al Roland Garros 2025
| Torneo                 | 2016 | 2017          | 2018          | 2019          | 2020          | 2021          | 2022          | 2023          | 2024  | 2025  | Titoli       | V–S          |
| Tornei del Grande Slam |      |               |               |               |               |               |               |               |       |       |              |              |
| Australian Open        | Q1   | 2T            | 1T            | 3T            | A             | 3T            | 4T            | 4T            | 4T    | QF    | 0 / 8        | 18–8         |
| Roland Garros          | A    | 1T            | 1T            | 2T            | 1T            | 2T            | 1T            | 2T            | QF    | 2T    | 0 / 9        | 8–9          |
| Wimbledon              |      | Q2            | 3T            | 2T            | ND            | 1T            | 4T            | 2T            | QF    | 4T    | 0 / 6        | 10–5         |
| US Open                | A    | 1T            | 3T            | 4T            | QF            | 1T            | 3T            | 4T            | QF    |       | 0 / 8        | 18–8         |
| Vittorie–Sconfitte     | 0–0  | 1–3           | 4–4           | 7–4           | 4–2           | 3–4           | 8–4           | 8–4           | 15–4  | 5–2   | 0 / 30       | 54–30        |
| Torneo di fine anno    |      |               |               |               |               |               |               |               |       |       |              |              |
| ATP Finals             | NQ   | NQ            | NQ            | NQ            | NQ            | NQ            | NQ            | NQ            | RR    |       | 0 / 1        | 0–3          |
| Nazionale              |      |               |               |               |               |               |               |               |       |       |              |              |
| Giochi Olimpici        | A    | Non disputati | Non disputati | Non disputati | Non disputati | A             | Non disputati | Non disputati | A     | ND    | 0 / 0        | 0–0          |
| Coppa Davis            | A    | A             | 1T            | QF            | RR            | RR            | F             | F             | SF    |       | 0 / 6        | 13–8         |
| ATP Cup                | ND   | ND            | ND            | ND            | SF            | RR            | RR            | ND            | ND    | ND    | 0 / 3        | 4–5          |
| United Cup             | ND   | ND            | ND            | ND            | ND            | ND            | ND            | RR            | SF    | RR    | 0 / 3        | 4–4          |
| Vittorie–Sconfitte     | 0–0  | 0–0           | 0–3           | 4–0           | 2–2           | 1–3           | 8–2           | 3–2           | 3–3   | 0–2   | 0 / 12       | 21–17        |
| ATP Tour Masters 1000  |      |               |               |               |               |               |               |               |       |       |              |              |
| Indian Wells           | A    | Q2            | 2T            | 2T            | ND            | 4T            | 4T            | 2T            | 4T    | 4T    | 0 / 7        | 7–7          |
| Miami                  | A    | A             | 1T            | A             | ND            | 2T            | 3T            | 2T            | 4T    | 4T    | 0 / 6        | 5–6          |
| Monte Carlo            | A    | A             | A             | A             | ND            | 1T            | 2T            | 2T            | QF    | SF    | 0 / 5        | 8–5          |
| Madrid                 | A    | A             | A             | 1T            | ND            | 3T            | 1T            | 3T            | 2T    | 4T    | 0 / 6        | 6–6          |
| Roma                   | A    | A             | A             | 1T            | 1T            | 1T            | 3T            | 2T            | 4T    | 4T    | 0 / 7        | 5–7          |
| Montréal/Toronto       | A    | A             | A             | 1T            | ND            | 2T            | 3T            | F             | A     |       | 0 / 4        | 7–4          |
| Cincinnati             | A    | A             | A             | 3T            | 1T            | 2T            | 2T            | 2T            | A     |       | 0 / 5        | 5–5          |
| Shanghai               | A    | A             | 3T            | 1T            | Non disputato | Non disputato | Non disputato | 2T            | A     |       | 0 / 3        | 2–3          |
| Parigi                 | A    | A             | 1T            | 3T            | 3T            | 1T            | 3T            | QF            | QF    |       | 0 / 7        | 11–7         |
| Vittorie–Sconfitte     | 0–0  | 0–0           | 3–4           | 4–7           | 2–3           | 5–8           | 12–8          | 10–9          | 12–6  | 11–5  | 0 / 50       | 59–50        |
| Statistiche Carriera   |      |               |               |               |               |               |               |               |       |       |              |              |
|                        | 2016 | 2017          | 2018          | 2019          | 2020          | 2021          | 2022          | 2023          | 2024  | 2025  | Totale       | Totale       |
| Tornei giocati         | 0    | 5             | 20            | 23            | 8             | 24            | 24            | 24            | 19    | 11    | 158          | 158          |
| Titoli                 | 0    | 0             | 0             | 3             | 0             | 2             | 1             | 1             | 2     | 0     | 9            | 9            |
| Finali                 | 0    | 0             | 2             | 4             | 1             | 2             | 1             | 4             | 3     | 1     | 18           | 18           |
| Vittorie–Sconfitte     | 0–0  | 2–5           | 28–23         | 41–20         | 13–10         | 25–25         | 47–25         | 46–25         | 47–21 | 27–11 | 276–166      | 276–166      |
| Ranking fine anno      | 349  | 208           | 31            | 18            | 23            | 34            | 24            | 12            | 8     |       | 17 777 610 $ | 17 777 610 $ |

### Doppio
| Tornei Grande Slam   |      |      |      |      |      |      |      |      |      |        |
| Australian Open      | 1T   | A    | A    | A    | 1T   | A    | A    | A    | A    | 0–2    |
| Open di Francia      | A    | A    | 1T   | 2T   | 2T   | A    | A    | A    |      | 2–3    |
| Wimbledon            | A    | 1T   | 2T   | ND   | 2T   | A    | A    | A    |      | 2–3    |
| US Open              | A    | A    | 2T   | A    | 1T   | A    | A    | A    |      | 1–2    |
| Vittorie–Sconfitte   | 0–1  | 0–1  | 2–3  | 1–1  | 2–4  | 0–0  | 0–0  | 0–0  | 0–0  | 5–10   |
| Statistiche Carriera |      |      |      |      |      |      |      |      |      |        |
|                      | 2017 | 2018 | 2019 | 2020 | 2021 | 2022 | 2023 | 2024 | 2025 | Totale |
| Tornei giocati       | 1    | 6    | 10   | 5    | 14   | 9    | 8    | 4    | 0    | 56     |
| Titoli               | 0    | 0    | 0    | 1    | 0    | 0    | 0    | 0    | 0    | 1      |
| Finali               | 0    | 0    | 0    | 1    | 0    | 0    | 0    | 0    | 0    | 1      |
| Vittorie–Sconfitte   | 0–1  | 1–6  | 7–10 | 8–4  | 8–14 | 4–9  | 6–7  | 0–4  | 0–0  | 34–55  |
| Ranking di fine anno | 1139 | 406  | 141  | 59   | 135  | 197  | 178  | -    |      |        |

## Vittorie contro top 10 per stagione
| Anno     | 2019 | 2020 | 2021 | 2022 | 2023 | 2024 | Totale |
| -------- | ---- | ---- | ---- | ---- | ---- | ---- | ------ |
| Vittorie | 3    | 1    | 0    | 3    | 6    | 5    | 18     |

| Anno | N.                        | Avversario | Rank                                | Torneo      | Superficie | Turno              | Punteggio |
| 2019 |                           |            |                                     |             |            |                    |           |
| 1.   | Kei Nishikori             | 7          | US Open, New York                   | Cemento     | 3T         | 6–2, 6–4, 2–6, 6–3 |           |
| 2.   | Roberto Bautista Agut     | 10         | Zhuhai Championships, Zhuhai        | Cemento     | SF         | 6–2, 6–2           |           |
| 3.   | Roberto Bautista Agut (2) | 10         | Paris Masters, Parigi               | Cemento (i) | 2T         | 7–6(2), 7–6(1)     |           |
| 2020 |                           |            |                                     |             |            |                    |           |
| 4.   | Alexander Zverev          | 7          | ATP Cup, Brisbane                   | Cemento     | RR         | 4–6, 7–6(3), 6–2   |           |
| 2022 |                           |            |                                     |             |            |                    |           |
| 5.   | Matteo Berrettini         | 7          | ATP Cup, Sydney                     | Cemento     | RR         | 6–3, 7–6(4)        |           |
| 6.   | Cameron Norrie            | 10         | Barcelona Open, Barcellona          | Terra rossa | QF         | 6–3, 5–7, 6–1      |           |
| 7.   | Daniil Medvedev           | 3          | Paris Masters, Parigi               | Cemento (i) | 2T         | 6–4, 2–6, 7–5      |           |
| 2023 |                           |            |                                     |             |            |                    |           |
| 8.   | Rafael Nadal              | 2          | United Cup, Sydney                  | Cemento     | RR         | 3–6, 6–1, 7–5      |           |
| 9.   | Andrej Rublëv             | 5          | Rotterdam Open, Rotterdam           | Cemento (i) | 1T         | 6–4, 6–4           |           |
| 10.  | Holger Rune               | 10         | Abierto Mexicano de Tenis, Acapulco | Cemento     | SF         | 3–6, 7–5, 6–2      |           |
| 11.  | Holger Rune (2)           | 6          | Queen's Club Championships, Londra  | Erba        | SF         | 6–3, 7–6(2)        |           |
| 12.  | Taylor Fritz              | 9          | Canadian Open, Toronto              | Cemento     | 3T         | 7–6(7), 4–6, 6–1   |           |
| 13.  | Daniil Medvedev (2)       | 3          | Canadian Open, Toronto              | Cemento     | QF         | 7–6(7), 7–5        |           |
| 2024 |                           |            |                                     |             |            |                    |           |
| 14.  | Taylor Fritz (2)          | 10         | United Cup, Perth                   | Cemento     | RR         | 6–4, 6–2           |           |
| 15.  | Novak Đoković             | 1          | United Cup, Perth                   | Cemento     | QF         | 6–4, 6–4           |           |
| 16.  | Alexander Zverev (2)      | 7          | United Cup, Sydney                  | Cemento     | SF         | 5–7, 6–3, 6–4      |           |
| 17.  | Andrej Rublëv (2)         | 5          | Rotterdam Open, Rotterdam           | Cemento (i) | QF         | 7–6(5), 4–6, 6–3   |           |
| 18.  | Daniil Medvedev (3)       | 5          | Roland Garros, Parigi               | Terra rossa | 4T         | 4–6, 6–2, 6–1, 6–3 |           |